# 凯文·福兰德
凯文·福兰德（Kevin Volland，1992年7月30日—）是一名德国足球运动员，現效力於德乙球队1860慕尼黑，司职前锋。

## 俱乐部生涯
福兰德出道于慕尼黑1860，2010年夏季进入一线队。2010年8月14日，他在德国杯对阵SC Verl的比赛中替补出场，完成职业生涯的首次亮相。年仅18岁的福兰德在2010－11赛季德乙联赛中出场24次，打进6球。2011年夏季，他转会加盟德甲球队霍芬海姆，但被租借回慕尼黑1860一个赛季。

## 國家隊生涯
繼上次2016年徵招多年之後，福蘭德於2021年5月19日入選了德国參加2020年歐洲杯的26人大名單。6月2日，福蘭德在對陣丹麥的友誼賽替補上場，這是他四年多以來首次代表國家隊。

## 外部連結
- Soccerway資料庫：凯文·福兰德